# Vaudreuil-sur-le-Lac
Vaudreuil-sur-le-Lac è un villaggio del Canada, situato nella provincia del Québec, nella regione di Montérégie.